# 716 Berkeley
716 Berkeley è un asteroide della fascia principale del diametro medio di circa 21,28 km. Scoperto nel 1911, presenta un'orbita caratterizzata da un semiasse maggiore pari a 2,8132433 UA e da un'eccentricità di 0,0858825, inclinata di 8,49528° rispetto all'eclittica.
Il suo nome è un omaggio alla città di Berkeley, in California.